# Прогрес (Кугарчинський район)
Прогрес (рос. Прогресс, башк. Прогресс) — хутір у складі Кугарчинського району Башкортостану, Росія. Входить до складу Тляумбетовської сільської ради.
Населення — 11 осіб (2010; 7 в 2002).
Національний склад:
- башкири — 57%
- росіяни — 43%